# Navy Pier

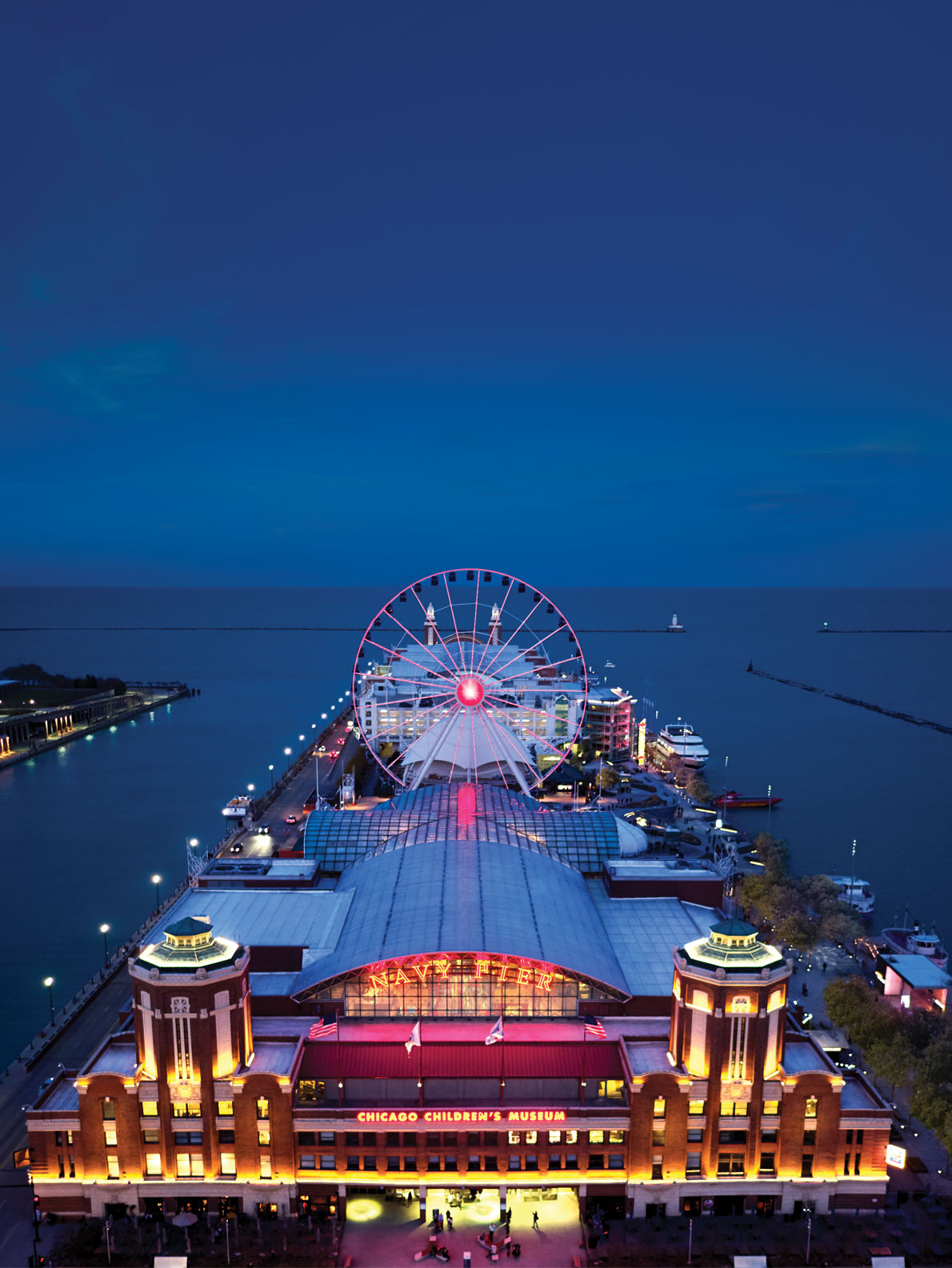
Vista dall'alto del Navy Pier di notte

Il Navy Pier è un molo lungo 1 010 metri situato a Chicago sul litorale che costeggia il lago Michigan. 

## Descrizione

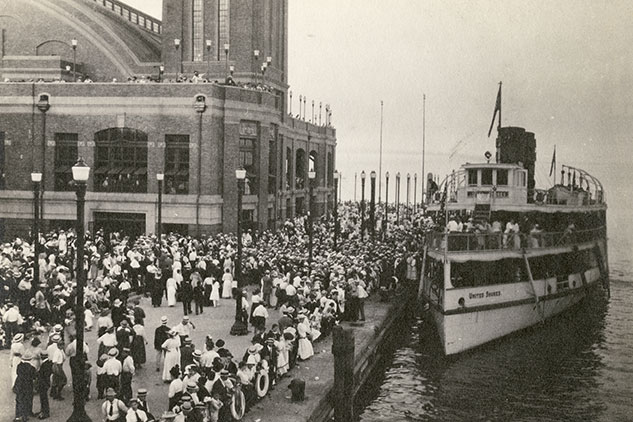
Il Navy Pier nel 1916

Si trova nel quartiere di Streeterville nell'area chiamata Near North Side. Il Navy Pier si estende per circa cinquanta ettari composti da parchi, giardini, negozi, ristoranti e strutture espositive. È una delle attrazioni più visitate dell'intero Midwest ed è l'attrazione turistica principale di Chicago.

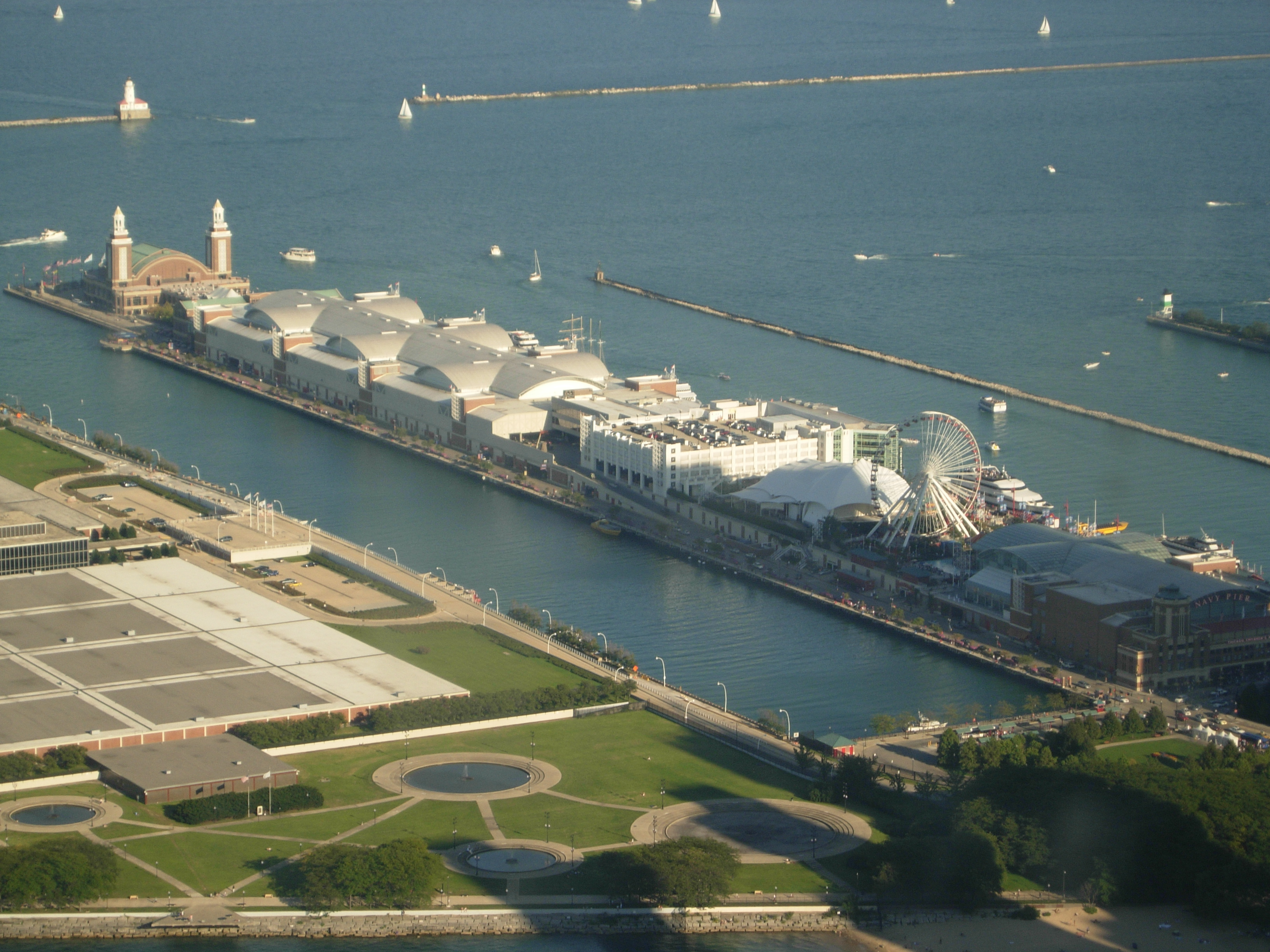
Vista panoramica del Navy Pier

Il molo è stato inaugurato il 15 luglio 1916. Originariamente conosciuto con il nome di Municipal Pier, il molo fu progettato dall'architetto Charles Sumner Frost. Il suo scopo originario era quello di servire da bacino per i trasporti, il traffico passeggeri e le attività ricreative al coperto e all'aperto.
Nell'estate del 1918 il molo era usato anche come prigione per disertori. Nel 1927, il molo fu ribattezzato Navy Pier in onore dei veterani della marina che prestarono servizio durante la prima guerra mondiale.
Nel 1941, durante la seconda guerra mondiale, il molo divenne un centro di addestramento per la marina statunitense.